# (1588) Descamisada
(1588) Descamisada – planetoida z grupy pasa głównego asteroid okrążająca Słońce w ciągu 5 lat i 102 dni w średniej odległości 3,03 au. Została odkryta 27 czerwca 1951 roku w obserwatorium w La Placie przez Miguela Itzigsohna.
Descamisado po hiszpańsku oznacza dosłownie człowieka bez koszuli. Tak nazywano biednych i niemających żadnych przywilejów robotników, stanowiących bazę polityczną prezydenta Argentyny, Juana Peróna. Nazwę planetoidzie nadano na cześć jego żony – Evy Perón, którą czasem nazywano „Pierwszą Descamisadą”, gdyż sama wywodziła się z nizin społecznych i poświęciła się pracy charytatywnej, stając się idolką biedoty. Przed nadaniem nazwy planetoida nosiła oznaczenie tymczasowe (1588) 1951 MH.